# Chlororithra missionaria
Chlororithra missionaria là một loài bướm đêm trong họ Geometridae.